# Wiesław Piotr Wójcik
Wiesław Piotr Wójcik (ur. 27 sierpnia 1948 w Giżycku) – polski polityk, urzędnik państwowy, senator II kadencji, poseł na Sejm II kadencji.

## Życiorys
W 1972 ukończył studia na Politechnice Gdańskiej w zakresie inżynierii sanitarnej. W tym samym roku zamieszkał w Koszalinie. Był zatrudniony m.in. w przedsiębiorstwach projektowych i jako zastępca kierownika zakładu w Wojewódzkim Przedsiębiorstwie Energetyki Cieplnej.
Sprawował mandat senatora II kadencji z województwa koszalińskiego oraz posła II kadencji. Do parlamentu był wybierany z ramienia Unii Demokratycznej, brał udział w założeniu tej partii. Należał później do Unii Wolności. W 1997 nie ubiegał się o reelekcję. Od 1998 do 2007 zajmował stanowisko wiceprezesa Urzędu Regulacji Energetyki.
Od 2008 przez pewien czas był prezesem zarządu Polskiej Izby Gospodarczej Energii Odnawialnej.